# Old Boy
Old Boy ist ein preisgekrönter japanischer Manga von Autor Garon Tsuchiya und Zeichner Nobuaki Minegishi. Er wurde zwischen 1996 und 1998 veröffentlicht und sowohl 2003 als auch 2013 verfilmt.

## Handlung
Der arbeitslose Artist Shinichi Goto wird scheinbar grundlos entführt. 10 Jahre lang wird er in eine fensterlose Zelle gesperrt. Sein einziger Kontakt zur Außenwelt sind ein TV und eine tägliche Ration chinesischer Teigtaschen. Als er unvermittelt freikommt, macht er sich auf die Jagd nach seinen Peinigern. Er trifft die junge Kellnerin Eri, und die beiden verlieben sich. Nachdem Goto das Restaurant „herausgeschmeckt“ hat, in dem die Teigtaschen hergestellt wurden, kommt er dahinter, dass ihn ein mächtiger, zwielichtiger Geschäftsmann namens Doushima entführen ließ. Doushima macht ihn für die „größte Schmach in seinem Leben“ verantwortlich und bietet ihm ein Spiel an: Wenn Goto diese Schmach herausfindet, wird sich Doushima töten, ansonsten lässt er Eri ermorden. Lange Zeit hat Goto keine Ahnung, wovon er redet. Erst unter Hypnose findet er heraus, dass „Doschima“ ein ehemaliger Schulkamerad namens Kakinuma ist, der aufgrund seiner unmenschlich erscheinenden Gefühlskälte von der ganzen Klasse geschnitten wurde. Kakinumas einzige menschliche Regung war sein Gesang, der von allen verspottet wurde – nur Goto war gerührt und fing an zu weinen. Dieses Mitleid fasste Kakinuma als unglaubliche Schmach auf, und er schwor, Goto zur Rechenschaft zu ziehen. Als Goto dies herausfindet, begeht Kakinuma Selbstmord.

## Verfilmungen
Der Manga wurde 2003 vom koreanischen Regisseur Park Chan-wook als Oldboy erstmals verfilmt. Park verlegte den Ort der Story von Tokio nach Seoul, und der Protagonist bekam den koreanischen Namen Oh Dae-su. Die Handlung wurde gestrafft, und während Shinichi Goto ein physisch und mental starker Kämpfertyp ist, ist Oh Dae-su geistig und körperlich ein Wrack. Der Film fügt hinzu, dass Oh Dae-su des Mordes an seiner Frau angeklagt ist, was im Manga nicht vorkommt. Auch der Entführungsgrund wurde geändert: anstelle der „Banalität“ im Manga war es im Film die Entdeckung von Inzest. Auch die bekannte Kalmar-Szene ist eine Neuerfindung von Park Chan-wook.
Im Jahre 2013 erschien das US-amerikanische Remake Oldboy mit Josh Brolin in der Hauptrolle.

## Veröffentlichungen
In Japan erschien die Serie von 1996 bis 1998 beim Verlag Futabasha im Magazin Manga Action. Die Kapitel erschienen auch gesammelt in acht Bänden. In den Vereinigten Staaten wird Old Boy von Dark Horse Comics vertrieben. In Deutschland wurde das Werk von 2006 bis 2007 vom Carlsen Verlag in einer vierbändigen Ausgabe komplett veröffentlicht.

## Auszeichnungen
- Eisner Award 1997 in der Kategorie „Best U.S. Edition of International Material - Japan“